# Ласло Кегловић
Ласло Кегловић (мађ. Keglovich László; Шопрон, 4. фебруар 1940) бивши је мађарски фудбалер, репрезентативац који је најдуже играо за Вашаш Ето Ђер. Био је олимпијски шампион 1968. године.

## Каријера

### Клуб
Фудбал је почео да игра у свом родном граду. Између 1954. и 1957. био је фудбалер за Текстил из Шопрона, а између 1957. и 1958. за Шопрони ВШЕ. Од 1958. је 15 година играо у тиму Вашаш ЕТО из Ђера, прво као лево крило, а затим и као десни бек. Био је члан првог златног тима Ђера, који је у јесен 1963. освојио првенство, а потом стигао до полуфинала у такмичењу БЕК-а 1964/65. Изгубили су финале домаћег купа 1964. године, а затим га освојили три пута заредом. У сезони 1966/67 такмичења у Купу победника купова су се опростили у четвртфиналу. Наступио је на укупно 312 лигашких утакмица и постигао 28 голова.

### Репрезентација
Године 1959. био је члан омладинске репрезентације Мађарске која је заузела треће место на УЕФА турниру. Године 1968. једном је био у олимпијском тиму и био је члан тима који је освојио златну медаљу на Олимпијским играма у Мексико Ситију.Податак на mondefootball.fr

### Тренер
Након пензионисања, 3 године је био тренер омладинског тима Раба ЕТО. Године 1976. преузео је позицију главног тренера ФК Баболна ШЕ, а од 1980. радио је за тим Елелмисер ШЕ из Ђера у сличном својству. Између 1980. и 1985. поново је радио у Раба ЕТОу као шеф омладинског одељења и тренер омладинског тима. У периоду од марта до маја 1997. био је главни тренер тима на 15 утакмица. Од 1978. године радио је и као кондициони тренер.
Кратко време је 1995. био директор клуба Ђер ЕТО ФК, а затим је постао његов потпредседник. Године 1996. био је члан савета Мађарске професионалне фудбалске лиге.

## Остварења
- Фудбал на Летњим олимпијским играма
  - златна медаља: 1968, Мексико Сити
- Прва лига Мађарске у фудбалу
  - шампион: 1963.
- Куп Мађарске у фудбалу (КМФ)
  - победник: 1965, 1966, 1967
  - финалиста: 1964
- Куп европских шампиона
  - полуфинале: 1964/65.
- Куп победника купова у фудбалу
  - четвртфинале: 1966/67.
- Бронзани степен спортског Ордена за заслуге Мађарске Народне Републике (1968)
- Признање за физичко васпитање ученичке омладине (1988)
- Сертификат „За изузетну активност у студентском спорту“. (1991)
- Награда Сент Ласло (1999)
- Официрски крст мађарског ордена за заслуге (2020)